# San Pietro Viminario
San Pietro Viminario ist eine nordostitalienische Gemeinde (comune) in der Provinz Padua in Venetien. Die Gemeinde liegt etwa 19 Kilometer südsüdwestlich von Padua.